# Rosemarie Frankland
Rosemarie Frankland (1 de febrero de 1943 - 2 de diciembre de 2000) fue una actriz, modelo y reina de belleza galesa ganó Miss Mundo 1961 y fue primera finalista en Miss Universo 1961 .

## Biografía
Nacido en Rhosllannerchrugog, Wrexham, Gales, en 1943,  Frankland se mudó a Lancashire, Inglaterra, cuando era niña. Participó en muchos concursos de belleza y ganó el título de Miss Gales y  más tarde, en 1961 en Londres, se convirtió en Miss Reino Unido, la primera mujer británica y la séptima europea en lograr ganar Miss Mundo.
Junto con Gina Swainson, quien ganó el título de Miss Mundo 1979, Frankland es una de las dos mujeres que estuvo más cerca de ganar Miss Universo. Helen Morgan quien también fue Miss Gales y Miss Reino Unido, logró la misma hazaña, pero renunció al título de Miss Mundo cuatro días después de ser coronada. 
Cuando Bob Hope la coronó como Miss Mundo, comentó que era la chica más hermosa que había visto en su vida.  Como parte de su mandato como Miss Mundo, se unió a Hope en un concierto de la USO en Alaska y, según se informa, tuvo una aventura con el comediante que duró varios años, y luego se convirtió en su asistente personal. 
Después de Miss Mundo, Frankland se embarcó en una breve carrera como actor. Su papel más importante (y último) fue en la película de 1965, I'll Take Sweden, protagonizada por Bob Hope. En 1970, se casó con el cantante y guitarrista de The Grass Roots, Warren Entner, y se fue a vivir a Los Ángeles. En 1976, dio a luz a su única hija, Jessica. Se divorció en 1981.

### Muerte
Según los informes, Frankland murió por una sobredosis de drogas en diciembre de 2000 en Marina del Rey, California, después de luchar contra la depresión. Sus cenizas fueron enviadas de regreso a Gales y enterradas en el cementerio Rhosllannerchrugog en febrero de 2001.

## Filmografía
- We Shall See (1964) - Camarera
- The Edgar Wallace Mystery Theatre (1 episodio, 1964) - Camarera
- The Beauty Jungle (1964) - Miss Australia (sin acreditar)
- A Hard Day's Night (1964) - Corista morena (sin acreditar)
- I'll Take Sweden (1965) - Martí (último papel cinematográfico)